# Carl Davis

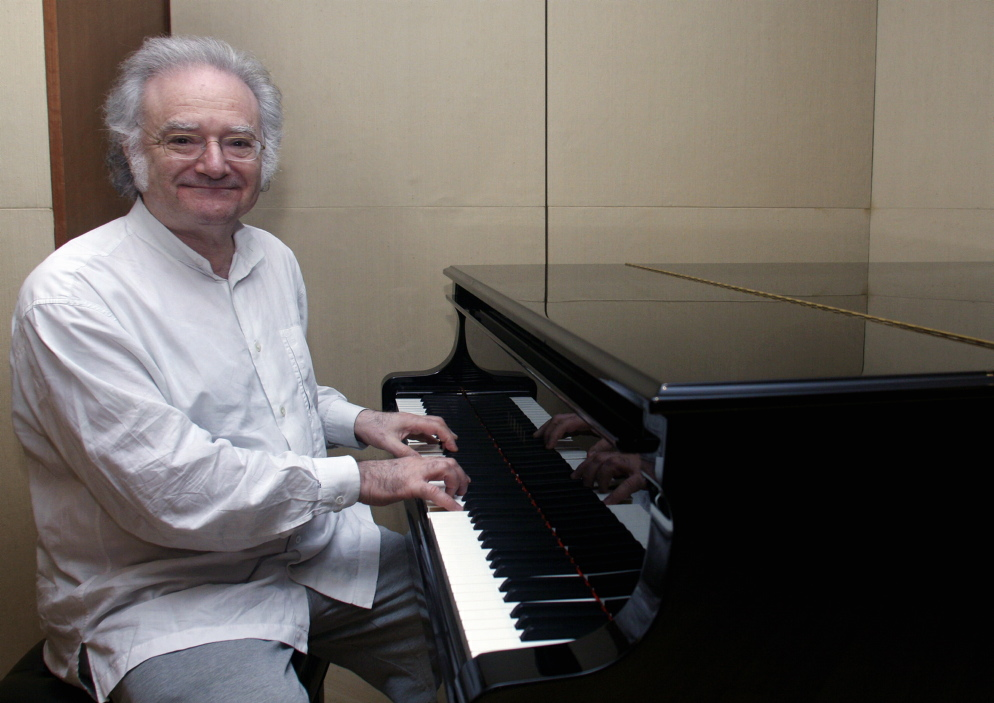
Carl Davis, 2009

Carl Davis (* 28. Oktober 1936 in New York City, New York; † 3. August 2023 in Oxford, Vereinigtes Königreich) war ein US-amerikanischer, in London lebender Komponist und Dirigent. Er schuf ab den 1970er Jahren die Filmmusik zu zahlreichen Film- und Fernsehproduktion und war einer der international bekanntesten Nachvertoner von Stummfilmen.

## Leben
Carl Davis wuchs in New York auf. Er studierte Komposition u. a. am Bard College bei Paul Nordoff, Hugo Kauder und später in Kopenhagen bei Per Nørgård. 1959 erzielte er als Mitkomponist der Broadway-Revue Diversions erste Aufmerksamkeit. Nach seinem Besuch des Edinburgh Festivals im Jahr 1961 entschloss er sich, Großbritannien zu seiner Wahlheimat zu machen, und hatte dort anschließend seinen Lebensmittelpunkt. Er zog bald nach London und komponierte für Theater, Film und Fernsehen.
Zu Beginn seiner Karriere in den 1960er Jahren komponierte er Musik für die Satiresendung That Was The Week That Was. Ab den 1970er Jahren etablierte er sich als Komponist für Kinofilme. Für seine Filmmusik zu Karel Reisz’ Filmdrama Die Geliebte des französischen Leutnants wurde er 1981 mit einem British Academy Film Award und einem Ivor Novello Award ausgezeichnet, außerdem mit einer Grammy-Nominierung bedacht. Neben der Musik für Kinofilme schrieb er Musik zu über 100 (größtenteils britische) Fernsehserien, zum Beispiel für die preisgekrönte Jane-Austen-Fernsehverfilmung Stolz und Vorurteil (1995) oder den deutschen Rosamunde-Pilcher-Film Das große Erbe (1999).
Besonders bekannt wurde er für seine Nachvertonung von insgesamt annähernd 60 Stummfilmen. So konnte er 1979 einen großen Erfolg mit der Nachvertonung des lange verschollen geglaubten Filmepos Napoléon von Abel Gance feiern. Später komponierte er Filmmusiken für jeweils einige Stummfilmkomödien mit Buster Keaton sowie Harold Lloyd. Mehrfach arbeitete er bei Restaurationen von Stummfilmen mit den Filmhistorikern Kevin Brownlow und David Gill zusammen.
Von 1993 bis 2001 war er künstlerischer Direktor und Dirigent der Summer Pops Season des Royal Liverpool Philharmonic Orchestra. Anlässlich des 150. Jahrestages der Gründung des Orchesters schrieb er zusammen mit Paul McCartney das 1991 auf dem Album Paul McCartney’s Liverpool Oratorio veröffentlichte Liverpool Oratorio zu Ehren von Liverpool.
Neben seiner Arbeit als Komponist für Film und Fernsehen komponierte Davis auch fürs Ballett und für Hörspiele. So wurde am 17. Juni 2012 der Liederzyklus Last Train to Tomorrow in Manchester uraufgeführt, ein Auftragswerk des Hallé-Orchesters, gewidmet den Kindertransporten.
2003 erhielt er den British Academy Film Award für sein Lebenswerk und im Juli 2005 wurde er von der britischen Königin Elisabeth II. zum Commander of the British Empire ehrenhalber ernannt.
Obwohl er seine US-amerikanische Staatsbürgerschaft behalten hat, lebte er über 20 Jahre in London (im Stadtteil Barnes). Er war ab 1970 mit der britischen Schauspielerin Jean Boht (1932–2023) verheiratet. Aus der Ehe gingen zwei Töchter (* 1972 und 1974) hervor. Carl Davis starb im August 2023 im Alter von 86 Jahren an einer Hirnblutung.

## Filmografie (Auswahl)
- 1971: I, Monster
- 1973: Die Welt im Krieg (The World at War) (Fernsehserie)
- 1975: Freitag und Robinson (Man Friday)
- 1975: Wie man sein Leben lebt (The Naked Civil Servant, Fernsehfilm)
- 1979: Napoléon (Nachvertonung des Filmes aus dem Jahr 1927)
- 1979: Der Prinzregent (Prince Regent) (Fernsehserie)
- 1981: Ein Mensch der Masse (Nachvertonung des Filmes aus dem Jahr 1928)
- 1981: Die Geliebte des französischen Leutnants (The French Lieutenant’s Woman)
- 1981: Es tut sich was in Hollywood (Show People, Nachvertonung des Films aus dem Jahre 1928)
- 1982: The Hound of the Baskervilles (Miniserie)
- 1983: The Wind (The Wind, Nachvertonung des Filmes aus dem Jahre 1928)
- 1985: König David (King David)
- 1985: The Pickwick Papers (Miniserie)
- 1988: Es war (Flesh and the Devil, Nachvertonung des Films aus dem Jahre 1926)
- 1989: Scandal
- 1989: Der Regenbogen (The Rainbow)
- 1990: Der kleine Bruder (The Kid Brother, Nachvertonung des Films aus dem Jahr 1927)
- 1989: Ben Hur (Nachvertonung des Films aus dem Jahr 1925)
- 1990: Roger Cormans Frankenstein
- 1992: Straßenjagd mit Speedy (Speedy, Nachvertonung des Films aus dem Jahr 1928)
- 1993: Der Prozeß (The Trial)
- 1994: The Return of the Native
- 1994: Le radeau de la Méduse
- 1994: Ken Folletts Roter Adler (Red Eagle)
- 1995: Stolz und Vorurteil (Pride and Prejudice)
- 1995: Anne Frank – Zeitzeugen erinnern sich (Anne Frank Remembered)
- 1998: Der Kalte Krieg (Cold War)
- 1999: Rosamunde Pilcher: Das große Erbe (Nancherrow)
- 2000: Der große Gatsby (The Great Gatsby, Fernsehfilm)
- 2002: Das Buch Eva – Ticket ins Paradies (The Book of Eve)
- 2004: Mothers and Daughters
- 2008: The Understudy
- 2007–2009: Cranford (Fernsehserie)
- 2012: Rückkehr ins Haus am Eaton Place (Upstairs Downstairs, Fernsehserie)
- 2016: Ethel & Ernst